# Панайот Йончев
Панайот Йончев е български революционер, деец на Вътрешната македоно-одринска революционна организация.

## Биография
Йончев е роден в 1877 година в костурското село Брезница, тогава в Османската империя, днес Ватохори, Гърция. Влиза във ВМОРО в 1898 година и от 1902 година е селски войвода на организацията. Взима участие в Илинденско-Преображенското въстание през лятото на 1903 година в четата на Коте Христов. След погрома на въстанието пак е селски войвода, а от 1904 година е нелегален четник на Пандо Кляшев. След Младотурската революция в 1908 година емигрира в САЩ.